# Jennifer Landon
Jennifer Landon (29 agosto 1983) è un'attrice statunitense.

## Biografia
È figlia di Michael Landon, attore e regista.

## Carriera
Dal 2020 al 2024 ha interpretato il ruolo principale di Teeter nella serie Yellowstone.

## Filmografia

### Cinema
- I Spit on Your Grave 3: Vengeance Is Mine, regia di R.D. Braunstein e Richard Schenkman (2015)
- The Front Runner - Il vizio del potere (The Front Runner), regia di Jason Reitman (2018)
- Brothers, regia di Max Barbakow (2024)

### Televisione
- Così gira il mondo (As the World Turns) – serial TV, 496 puntate (2005-2010)
- Dr. House - Medical Division – serie TV, episodio 7x19 (2011)
- Febbre d'amore (The Young and The Restless) – serial TV, 29 puntate (2012-2022)
- The Haunted – serie TV, episodio 1x10 (2014)
- Banshee – serie TV, 4 episodi (2016)
- Animal Kingdom – serie TV, 13 episodi (2017-2022)
- Il tempo della nostra vita (Days of Our Lives) – serial TV, 7 puntate (2017)
- Chicago Med – serie TV, episodio 2x22 (2017)
- The Resident – serie TV, episodio 1x08 (2018)
- The Orville – serie TV, episodio 2x05 (2019)
- Yellowstone – serie TV, 33 episodi (2020-2024)
- Helstrom – serie TV, episodio 1x10 (2020)
- FBI: Most Wanted – serie TV, 16 episodi (2021-2022)

## Doppiatrici italiane
Nelle versioni in italiano delle opere in cui ha recitato, Jennifer Landon è stata doppiata da:
- Gaia Bolognesi in Yellowstone, Brothers
- Selvaggia Quattrini in Dr. House - Medical Division
- Giuppy Izzo in Animal Kingdom
- Emanuela Damasio in The Orville
- Monica Gravina in Chicago Med
- Barbara De Bortoli in FBI: Most Wanted